# Espermátide

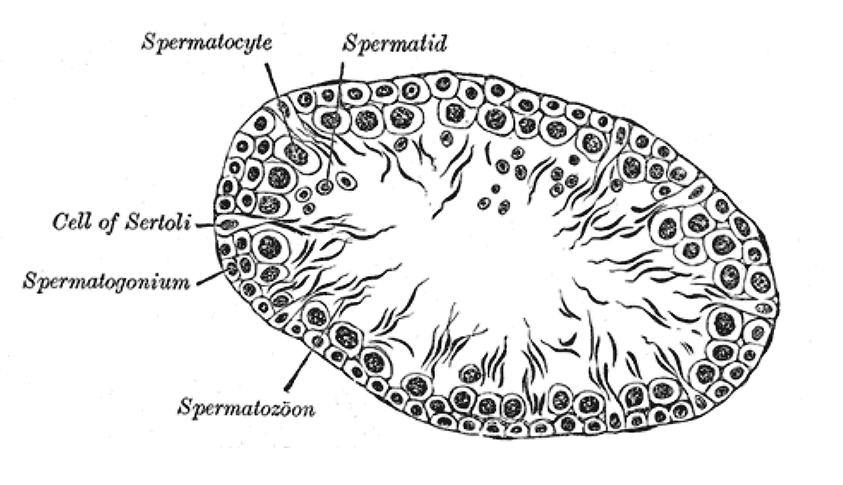
Espermatogênese

Espermátides (português brasileiro) ou espermatídeos (português europeu) são gametas haploides (n) dos machos resultantes da divisão da meiose de espermatócitos. Cada espermatócito primário dá origem a dois espermatócitos secundários; estes, após novas divisões, originam quatro espermátides. Espermátides estão inicialmente ligadas por material citoplasmático. Para amadurecerem elas precisam expelir o excesso de citoplasma, formar um flagelo e modificar a forma e função de diversas organelas com o objetivo de se tornarem mais leves e eficientes na fecundação. Esse processo de especialização é denominado espermiogênese. Após amadurecer, a célula passa a ser considerada um espermatozoide.